# Dinastia Han
La dinastia Han (en caràcters tradicionals: 漢朝, caràcters simplificats: 汉朝, en pinyin: Hàncháo) va regnar sobre la Xina del 202 aC al 220 dC. Fou precedida per la dinastia Qin (221–207 aC) i seguida pel període anomenat dels Tres Regnes (220–280 dC). Va ser fundada per Liu Bang, un plebeu que es revoltà contra el darrer emperador de la dinastia Qin, i al llarg de la història va donar vint-i-vuit emperadors Han per governar la Xina. El seu domini es perllongà durant més de quatre segles, un període que és considerat una edat d'or dins la història xinesa. Davant el prestigi d'aquest període, els membres del grup ètnic majoritari de la Xina es consideren a si mateixos com la «gent de Han».
El confucianisme esdevingué la filosofia oficial de l'estat i sota el seu poder s'unificaren els diversos dialectes de la llengua xinesa. Fou un període en què va prosperar l'agricultura, amb l'execució de grans obres de regadiu, i el comerç. La població va créixer fins a arribar als 50 milions d'habitants i la capital, Chang'an (长安), va ser la més gran metròpoli del seu temps.
Durant la dinastia Han hi va haver grans progressos intel·lectuals, literaris, artístics i científics. Destaca el fet del perfeccionament de l'ús del paper per a l'escriptura. És l'època del famós historiador xinès Sima Qian司馬遷 (145 aC - 87? dC), que en la seva Shiji 史記 o Memòries històriques proporciona taules genealògiques, biografies i cròniques dels temps de molts sobirans llegendaris fins al temps de l'emperador Han Wudi 漢武帝(141 aC - 87 aC). És també en aquest període que Liu Bang (o Gaozu) va instaurar els exàmens imperials xinesos, proves que es varen mantenir durant 2.000 anys.
La força militar d'aquesta dinastia va aconseguir fer segura la Ruta de la Seda, i també a través d'ella entraren en contacte directe amb l'Imperi Romà. Les cròniques xineses donen testimoni que l'any 166, a Luoyang, es va rebre una ambaixada de Roma. La Xina durant aquesta dinastia va exercir la seva influència sobre el Vietnam, Àsia central, Mongòlia i Corea. L'imperi es va expandir cap a l'oest fins a arribar a la Conca del Tarim, a l'actual regió autònoma uigur de Xinjiang. Els exèrcits xinesos també van envair i es van annexionar parts del nord del Vietnam i Corea cap a finals del segle ii aC, tot i que el control per part dels Han de les regions perifèriques era generalment escàs. Per assegurar la pau amb els poders locals fora de la Xina la cort Han desenvolupà un sistema fiscal mútuament beneficiós. Als estats no xinesos se'ls permetia autonomia a canvi de l'acceptació simbòlica de la dominació Han. Els llaços tributaris es van confirmar i reforçar a través d'enllaços matrimonials entre classes altes i els intercanvis periòdics de regals i béns.
Les tensions entre les diverses faccions de la potent administració, acabaren amb el col·lapse de la dinastia Han. L'emperador s'exilià a la província de Henan mentre el poder real passà a tres caps militars: Cao Cao —regió de la capital Han i al nord—, Sun Quan —regió meridional— i Liu Bei —territori de Sichuan. Aquests territoris es constituirien com els tres regnes que governarien la Xina després del domini dels Han.

## Història

### El canvi dinàstic: dels Qin als Han
La primera dinastia imperial de la Xina va ser la dinastia Qin (221-206 aC), que instaurà les bases de la futura Xina. Els Qin, mitjançant la conquesta militar, havia unificat el territori després del període dels Regnes Combatents, però el seu imperi es va tornar inestable després de la mort del seu primer emperador, Qin Shi Huangdi. Sorgiren arreu del país una sèrie de revoltes que involucraren camperols, presoners, soldats i descendents dels nobles dels nomenats Regnes Combatents. Chen Sheng i Wu Guang, membres d'un grup de 900 soldats assignats a la lluita contra els xiongnu, foren els líders de la primera revolta.
Les contínues revoltes i enfrontaments provocaren la caiguda definitiva de la dinastia Qin el 206 aC, amb l'ascens al poder de Xiang Yu, un destacat comandant militar sense coneixements polítics, el qual dividí Xina en 18 estats feudals. A conseqüència d'aquesta divisió s'inicià un nou període de quatre anys de revoltes i enfrontaments, i cadascun dels divuit estats prengueren posició entre el bàndol de Xiang Yu i el de Liu Bang. Finalment l'any 202 aC les tropes partidàries de Liu Bang derrotaren les de Xiang Yu a la batalla de Gaixian (actualment Anhui). Com a resultat de la derrota Xiang Yu se suïcidà i Liu Bang va ser nomenat emperador (huangdi) a instàncies dels seus seguidors i fou conegut pòstumament com a emperador Gaozu (r. 202–195 BCE). Chang'an va ser elegida com la nova capital de l'imperi reunificat.
El domini de la dinastia Han es divideix en dos grans períodes i contempla tres etapes: 
- El període de la Dinastia Han Anterior (前漢朝, qián hàn cháo) o Dinastia Han Occidental (西漢朝, xī hàn cháo) que durà fins a l'any 9, i va tenir la seva capital a Chang'an (l'actual Xi'an, a la província de Shaanxi).[8]
- La pujada al poder de la dinastia Xin (9–23 dC). El domini Han va ser interromput breument per l'accés al poder de Wang Mang.
- El període de la dinastia Han Posterior (後漢朝, hòu hàn cháo) o dinastia Han Oriental (東漢朝, dōng hàn cháo), que perdurà des de l'any 25 fins al 220; la capital fou Luoyang.

S'empra la convenció de denominar aquests períodes com a occidental i oriental per tal d'evitar la confusió amb la dinastia Han del Període de les Cinc Dinasties i els Deu Regnes. La nomenclatura d'anterior i posterior és emprada en textos històrics com al Zizhi Tongjian de Sima Guang.

### Dinastia Han Occidental

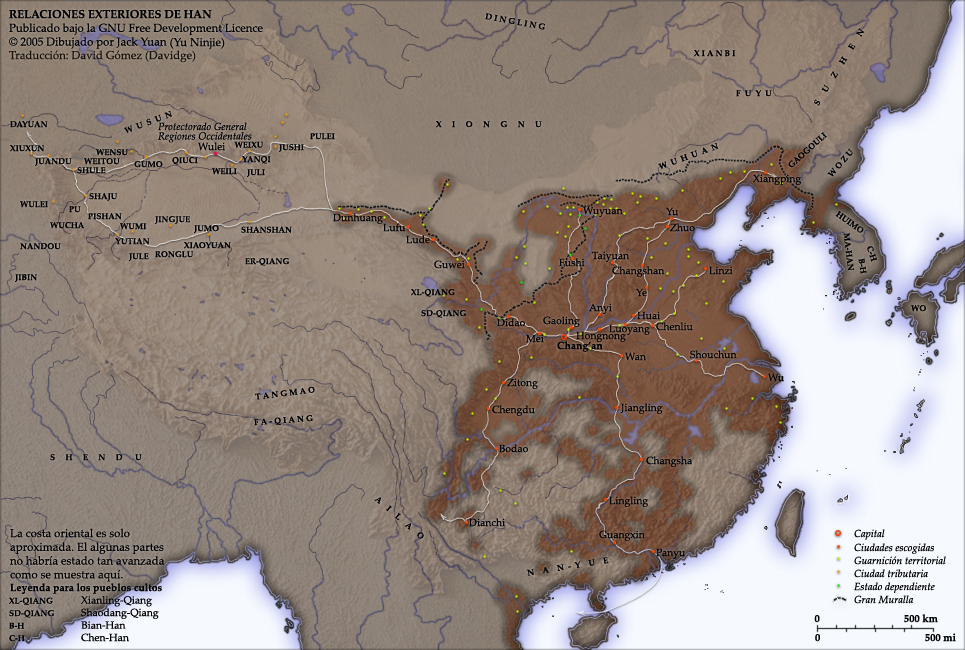
Dinastia Han occidental

Al començament de la dinastia Han Occidental, el nou Emperador Gaozu creà tretze prefectures o comandàncies (郡, en pinyin: jùn) sota el control central de l'emperador; entre aquestes prefectures s'incloïa la regió de la capital. Un terç eren a la part occidental de l'imperi, mentre que els dos terços orientals es van dividir en deu regnes semiautònoms. Per aplacar els seus comandants aliats més destacats en la guerra contra Chu, l'emperador Gaozu coronà alguns d'ells com reis. Però l'any 157 aC, la cort Han havia substituït ja a tots aquests reis per membres de la família reial Liu, ja que la lleialtat al tron d'aquelles famílies va ser qüestionada. Després de diverses insurreccions dels reis de Han –la més important fou la revolta dels Set Estats del 154 aC–, la cort imperial promulgà una sèrie de reformes a partir del 145 aC, que limitaven les dimensions i el poder d'aquests regnes i es dividiren en territoris més petits i refent el mapa de la seva distribució. Els reis ja no podien nomenar el seu propi personal, ja que aquest privilegi va ser assumit per la cort imperial. Els reis va esdevenir caps dels seus feus i es quedaven amb una part dels tributs. Els regnes mai es van suprimir per complet i perduraren durant tot el domini de la dinastia Han.

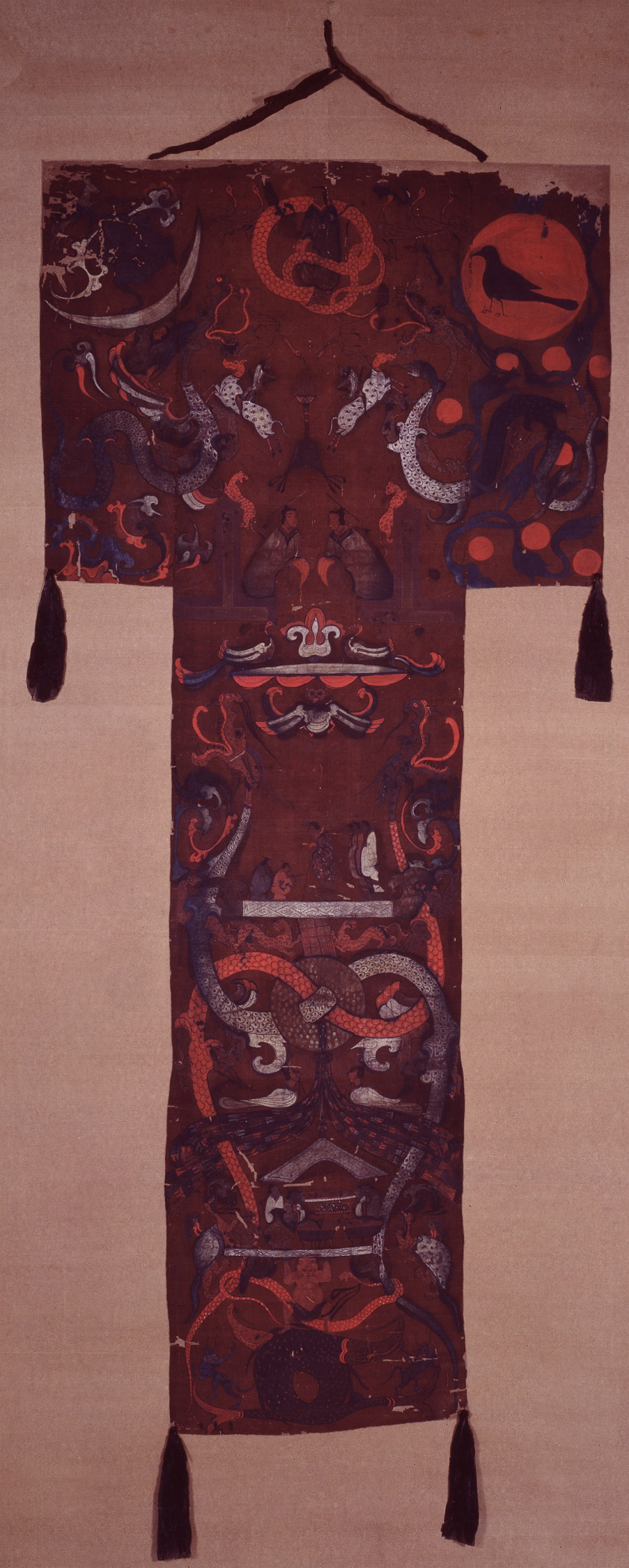
Un teixit narratiu de seda de Mawangdui, Changsha, a la província de Hunan. Estava sobre el taüt de la Dama Dai (morta el 168 aC), l'esposa del marquès Li Cang (利 苍) (mort el 186 aC), canceller del Regne de Changsha.

Al nord de la Xina, Mao-tuen, cap dels nòmades xiongnu entre el 209 aC i el 174 aC, va conquerir diverses tribus que habitaven la part oriental de l'estepa euroasiàtica. Al final del seu regnat, quan controlava Manxúria, Mongòlia i la conca del Tarim, havia sotmès més de vint estats a l'est de Samarcanda. L'emperador Gaozu estava preocupat perquè un nombre abundant d'armes de ferro fabricades pels Han havien armat als xiongnu al llarg de la frontera nord, i va establir un embargament comercial contra el grup. En represàlia, els xiongnu van envair el que avui és la província de Shanxi, i van derrotar les forces de Han a la batalla de Baideng, l'any 200 aC. Després de les negociacions, el 198 aC aconseguiren arribar a un acord, un heqin, que determinava la qualitat de la relació a través d'una aliança matrimonial real; a més a més, els Han es van veure obligats a enviar als xiongnu grans quantitats de mercaderia i aliments, com ara robes de seda, menjar i vi.
Malgrat els tributs i una negociació entre el successor de Mao-tuen, el seu fill Lao-xang (174 aC-160 aC), i l'emperador Wen (180 aC-157 aC) per reobrir els mercats de la frontera, molts dels subordinats dels xiongnu van optar per no obeir els tractats i periòdicament assolaven territoris Han al sud de la Gran Muralla per aconseguir productes addicionals.
A partir del 138 aC, l'emperador Wu envià Zhang Qian com a missatger cap a les regions occidentals, i en aquest procés de comunicació exterior va iniciar la via comercial coneguda com la Ruta de la Seda que anava des de Chang'an, passant per Xinjiang i l'Àsia central fins a la costa est del Mediterrani. Continuant la tasca d'ambaixador i d'acord amb els informes de Zhang Qian, les relacions comercials entre la Xina i l'Àsia central i Occidental floriren mitjançant diverses missions xineses enviades al llarg del segle i aC; també van enviar ambaixades a Pàrtia, que van ser seguides de missions recíproques pels parts, al voltant de l'any 100 aC.

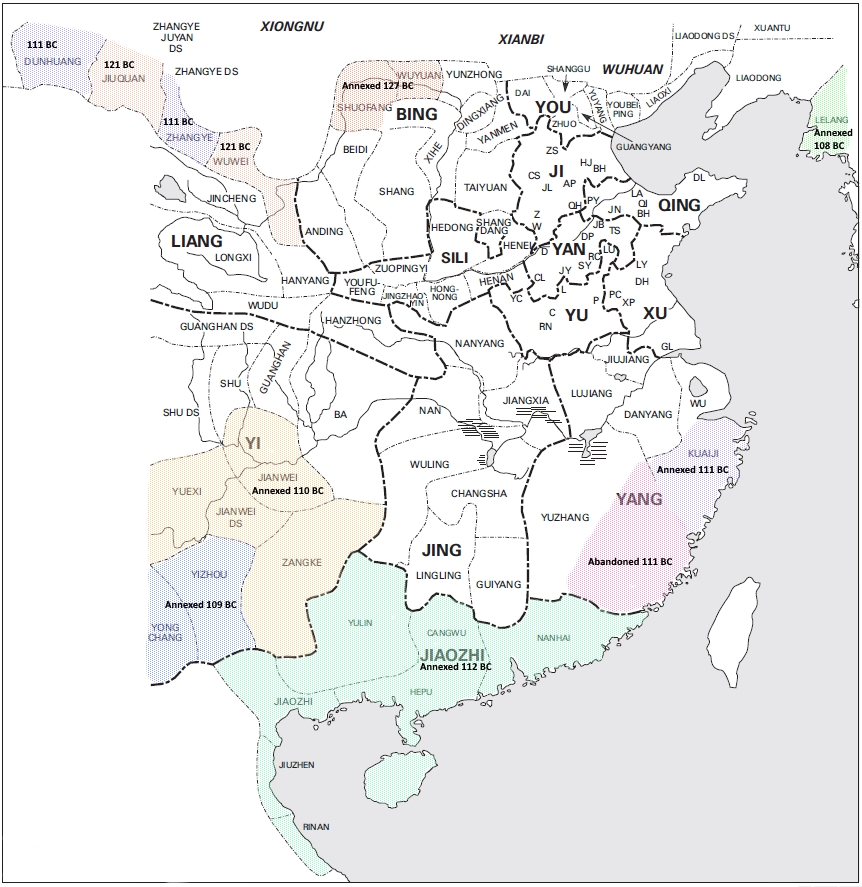
Expansió de l'imperi Han

L'any 135 aC, en una reunió de la cort imperial amb l'emperador Wu, el consens de la majoria dels ministres era mantenir l'acord heqin. L'emperador Wu va acceptar, tot i els continus atacs dels xiongnu. Tot i així, en una reunió similar feta el 134 aC, es va convèncer a la majoria que una petita incursió sobre Mayi i amb l'assassinat del cap dels xiongnu portaria el caos al regne xiongnu i el benefici dels Han. Quan aquest pla va fracassar el 133 aC, l'emperador Wu va posar en marxa una sèrie d'invasions militars massives al territori dels xiongnu. Les operacions militars van culminar l'any 119 aC amb la batalla de Mobei, en la què els comandants han Huo Qubing i Wei Qing van obligar a fugir els xiongnu i la seva cort es desplaçà més al nord del desert de Gobi, mentre els Han ocupaven Xinjiang.
Els Han també es van expandir cap al sud conquerint Nanyue l'any 111 aC expandint el regne Han al que ara són Guangdong, Guangxi i el nord del Vietnam.
Després del regnat de l'emperador Wu, els Han van seguir dominant els xiongnu. El líder xiongnu Punu Chanyu finalment va presentar-se a Han com a vassall tributari el 51 aC. El seu rival reclamant al tron, Zhizhi Chanyu va ser assassinat per Chen Tang i Gan Yanshou a la batalla de Zhizhi, en l'actual Taraz, Kazakhstan.
Durant el període taoista, la Xina va ser capaç de mantenir la pau amb els xiongnu pagant tributs i portant a terme acords matrimonials de princeses xineses amb membres dels xiongnu. Durant aquest temps, l'objectiu de la dinastia era deslliurar la societat de lleis massa dures, de guerres i d'algunes condicions creades durant la dinastia Qin; també, dels atacs dels veïns nòmades. El govern va reduir la recaptació d'impostos i adoptà una actitud de servitud amb les tribus nòmades veïnes. Aquesta política de poca intervenció del govern en la vida civil va donar lloc a un període d'estabilitat, que es va denominar el regne de Wen i Jing (文景之治), anomenat així pels noms dels dos emperadors d'aquest període. Posteriorment, sota el lideratge de l'emperador Wu, en el període més pròsper de la dinastia Han (140 aC - 87), l'imperi va recuperar un control més gran del país. En el seu punt de màxima expansió, la Xina va incorporar els actuals territoris de Qinghai, Gansu i el Vietnam dins dels seus límits fronterers.
L'Emperador Wu decidí que el taoisme ja no s'adaptava a les necessitats de l'imperi i va declarar oficialment la Xina com un estat confucià. No obstant això, igual que els emperadors que li van precedir, va combinar mètodes legalistes amb l'ideal confucià. L'adopció oficial del confucianisme va comportar no només un sistema de selecció per als serveis civils, sinó també el fet que els candidats a la burocràcia imperial haguessin de conèixer obligatòriament els llibres clàssics confucians, un requisit que duraria fins a l'establiment de la República Popular de la Xina el 1912. Els estudiosos confucians van obtenir un estatus prominent dins d'aquest servei civil.

### Dinastia Xin
Wang Zhengjun va ser la primera emperadriu durant els regnats de l'emperador Yuan, emperadriu vídua durant el govern de l'emperador Cheng (entre el 33 aC i el 7 aC), i gran emperadriu vídua durant el govern de l'emperador Ai (7 aC - 1 aC), respectivament. Després de la mort d'Ai, Wang Mang, el nebot de Wang Zhengjun va ser nomenat regent de l'emperador Ping (R. 1 aC - 6 dC), i quan Ping va morir l'any 6 dC, l'emperadriu vídua va nomenar Wang Mang com a emperador en funcions del nen Liu Ying (m. 25 dC). Wang va prometre renunciar al seu control a Liu Ying un cop aquest arribés a la majoria d'edat. Tot i aquesta promesa, i amb la protesta i revoltes de la noblesa, Wang Mang va afirmar que el diví Mandat del cel manava el final de la dinastia Han i la començament de la seva pròpia: la dinastia Xin.

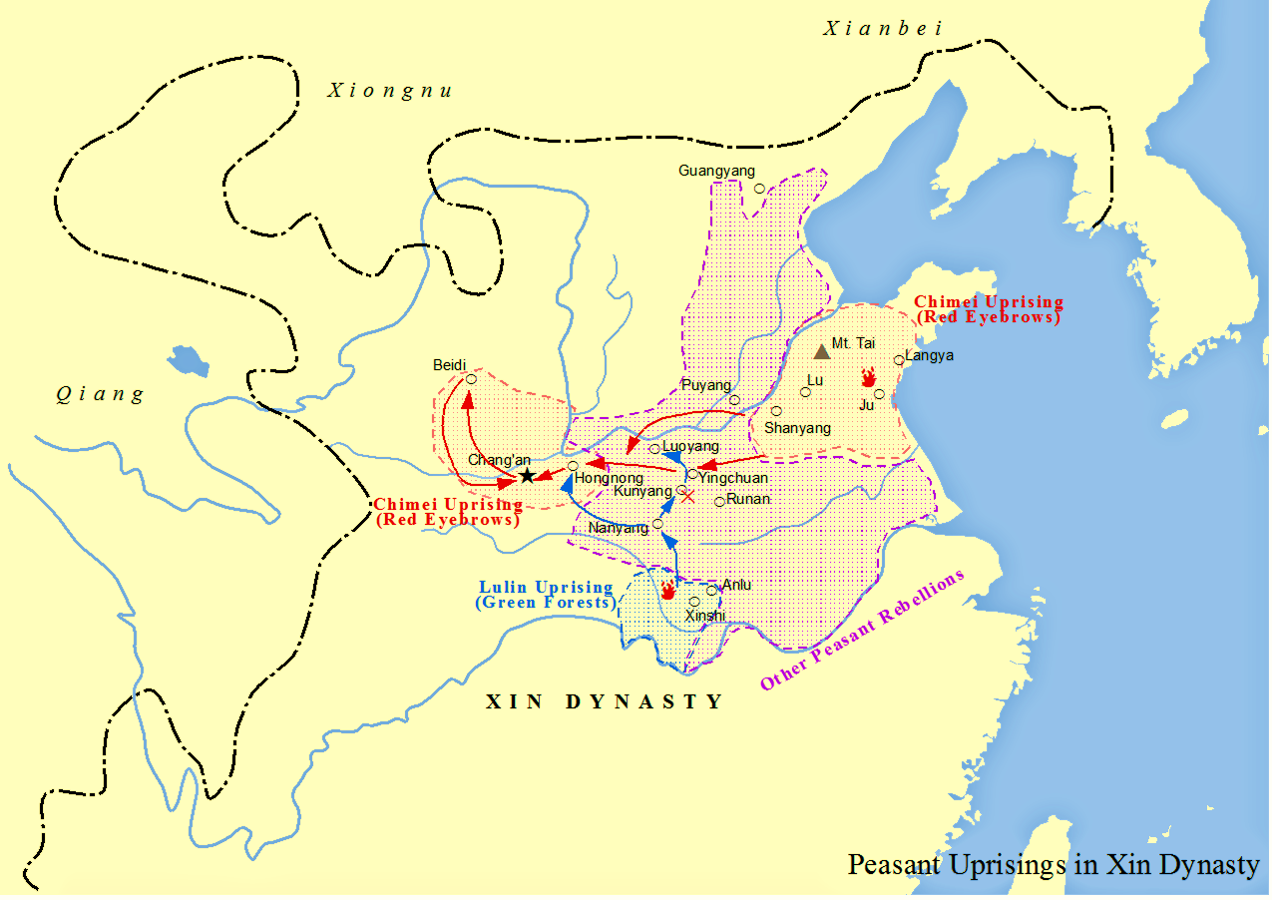
Revoltes durant la dinastia Xin

Wang Mang va iniciar una sèrie d'importants reformes que finalment van fracassar. Aquestes reformes inclouen prohibir l'esclavitud, la nacionalització de la terra per distribuir en parts iguals entre les llars, i la introducció de noves monedes, un canvi que devaluà el valor de la moneda. Malgrat aquestes reformes van provocar una considerable oposició, el règim de Wang va caure amb les inundacions massives de c. 3 i 11. L'acumulació gradual de sediments al riu Groc havia elevat el seu nivell d'aigua i aclaparat les obres de control d'inundacions. La divisió del riu Groc en dues noves sucursals: una desembocadura al nord i l'altre al sud de la península de Shandong, encara que els enginyers aconseguiren embassar la branca sud de la presa l'any 70. La inundació va desallotjar milers de camperols que es va unir als bandits errants i els grups rebels com els celles Roges per sobreviure.
A principis de l'any 23, Liu Xuan, un descendent de l'emperador Jing de Han (c. 157-141 aC), va ser proclamat emperador Gengshi de Han i Wang Mang va enviar al seu cosí Wang Yi i al seu primer ministre Wang Xun amb uns 430.000 homes amb la intenció d'aixafar el nou règim Han reconstituït. Les forces Han estaven en dividides en dos grups, el primer, dirigit per Wang Feng, Wang Chang i Liu Xiu, que es van retirar a Kunyang, i un segon encaçalat per Liu Yan, que assetjava Wancheng. Els rebels de Kunyang van derrotar els Xin a la batalla de Kunyang i per tot l'imperi la gent es va aixecar i en un mes la major part de l'imperi s'havia escapat del control de Xin. Els exèrcits de Wang Mang foren incapaços de reprimir a aquests grups rebels i finalment, una multitud d'insurgents va irrompre en el Palau de Weiyang i van matar Wang Mang.
L'emperador Gengshi va tractar de restaurar la dinastia Han i va ocupar Chang'an com la seva capital però no va lliurar terres als seus aliats i es va limitar a concedir-los títols menors, perdent el seu principal suport militar i les insurreccions es van succeir fins que el seu govern es va desplomar quan els seus antics aliats es van presentar davant Chang'an. Va perdre la vida en la revolta. i fou reemplaçat amb el titella monarca Guangwu de Han, cosí llunyà de Gengshi, que va restaurar l'Imperi Han amb Luoyang com capital el 25, i el 27 els seus oficials i Deng Yu Yi Feng van derrotar els celles Roges i executar per traïció els seus dirigents. Entre el 26 i el 36, l'emperador Guangwu va haver de lliurar una guerra contra altres cabdills regionals que volien el títol d'emperador, i quan aquests senyors de la guerra foren derrotats, Xina es va reunificar sota la dinastia Han.
El període de la fundació de la dinastia Han i el regnat de Wang Mang es coneix com la dinastia Han de l'Oest, Han Occidental (xinès simplificat: 西汉, xinès tradicional: 西漢, pinyin: Xī Hàn) o Antiga Dinastia Han (xinès simplificat: 前汉, xinès tradicional:前 漢, pinyin: Qián Hàn) (202 aC - 9 dC). Durant aquest període, el capital era a Chang'an (actual Xi'an). Des del regnat de Guangwu la capital es va traslladar cap a l'est a Luoyang. L'època del seu regnat fins a la caiguda de Han és conegut com la dinastia Han de l'Est (xinès simplificat: 东汉, xinès tradicional: 東漢, pinyin: Dong Han) o dinastia Han tardana (xinès simplificat: 后汉, xinès tradicional: 後漢, pinyin: Hòu Hàn) (25-220 dC).

### Dinastia Han Oriental
Després de dos-cents anys, la dinastia Han es va veure interrompuda durant un breu període que va durar de l'any 9 al 24. La situació econòmica es va anar deteriorant en els darrers anys i Wang Mang, un membre de les famílies terratinents que havien adquirit un gran poder durant el govern Han, va prendre el poder i va fundar la dinastia Xin, que només va durar uns pocs anys fins que es va restablir de nou la dinastia Han.
Un parent distant de la reialesa Liu, Liu Xiu, va liderar la revolta contra Wang Mang amb el suport dels mercaders i els terratinents. Va aconseguir així restablir la dinastia Han amb la capital a Luoyang, que governaria durant uns altres dos-cents anys, i va esdevenir l'emperador Guangwu.
El 105, quan ja s'anomena dinastia Han Oriental, un oficial anomenat Cai Lun, va inventar la tècnica per fer paper de gran qualitat. La invenció del paper és considerada una revolució en la comunicació i l'aprenentatge, i va reduir de forma dràstica el cost de l'educació.
Aquest va ser un dels períodes més pròspers de la dinastia Han, almenys durant el regnat dels primers tres emperadors, durant el qual no hi va haver revoltes importants dins de la Xina ni incursions i batalles amb els xiongnu. El comerç va florir i la Ruta de la Seda va esdevenir una de les vies més importants per al comerç exterior.
Però l'acumulació de poder per part dels terratinents i la pressió cada vegada més gran sobre els camperols va començar a generar noves revoltes, accentuant la crisi agrària. Les desastroses inundacions del riu Groc al voltant de la dècada del 170 no va fer més que empitjorar aquesta situació. La pèrdua de les collites va crear períodes de fam que van alimentar les revoltes. La més important de totes aquestes revoltes va ser la dels turbants grocs a les planes del nord de la Xina, la principal zona agrària del país. Aquesta revolta va ser liderada per Zhang Jue i els seus dos germans, que defensaven les doctrines taoistes d'igualtat de drets i igualtat en la distribució de terres, presents també posteriorment a la secta dels Taiping. Tot i la mort dels tres germans, les revoltes continuaren. El poder dels emperadors es va fer cada vegada menys influent en favor dels estaments militars, que són els que governaven de facto al país. L'últim emperador Han, Xian Di, va ser un emperador titella col·locat al poder per un comandant de l'exèrcit, va regnar fins al 220 encara que sense exercir cap control real. D'aquesta manera va concloure el període Han i la Xina va deixar d'estar unificada en un sol estat durant gairebé quatre-cents anys, fins que va ser reunificada de nou per la dinastia Sui.

### El final de la dinastia
El final de la dinastia compren de l'any 184 (o 189 segons algunes fonts) al 220, aproximadament el regnat de l'últim emperador de la dinastia, Liu Xie. Les prohibicions partisanes van ser derogades durant la Rebel·lió dels Turbants Grocs i la revolta de les Cinc Picades d'Arròs el 184, en gran part pel fet que el tribunal no va voler seguir alienant a una part important de la classe alta burgesia que d'una altra manera podria unir-se a la revolta. Els seguidors de les sectes dels Turbants Grocs i de les Cinc Picades d'Arròs pertanyien a dues diferents societats jeràrquiques taoistes-religioses encapçalades pels remeiers Zhang Jiao (mort el 184) i Zhang Lu (mort el 216), respectivament. La revolta de Zhang Lu, a l'actual nord de Sichuan i el sud de Shaanxi, no va ser sufocada fins al 215. La revolta massiva de Zhang Jiao a vuit províncies va ser aniquilada per les forces Han en a un any, però a les dècades següents s'hi van produir més petites revoltes recurrents. Malgrat que els Turbants Grocs van ser derrotats, molts generals nomenats durant la crisi mai no es va separar de les seves forces adjuntes de milícia i utilitzaren aquestes tropes per a acumular poder fora de l'autoritat imperial que estava col·lapsada.

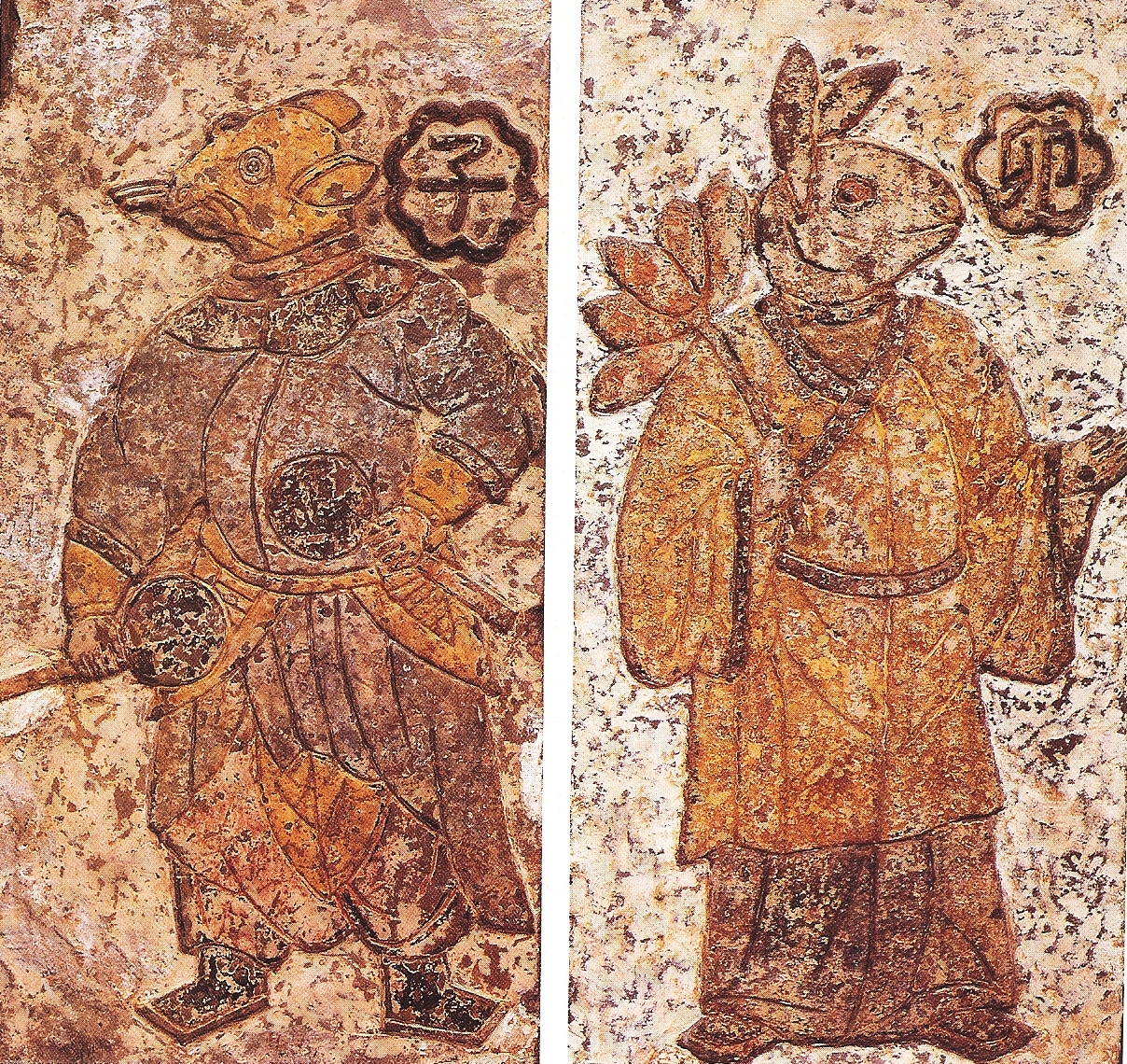
Esperits animal guardià de dia i de nit, vestits de robes xineses, pintures de la dinastia Han del recobriment ceràmic, Michael Loewe escriu que l'híbrid d'home i bèstia en les creences religioses i l'art anterior a la dinastia Han i va seguir sent popular durant la primera meitat de Han de l'Oest i la dinastia Han de l'Est.

El general en cap He Jin (mort el 189), germanastre de l'Emperadriu He (morta el 189), traçà un pla amb Yuan Shao (mort el 202) per enderrocar els eunucs per tenir diversos generals de març als afores de la capital. Allà, en una petició per escrit a l'emperadriu, van exigir l'execució dels eunucs. Després d'un període de dubte, l'emperadriu l'hi va consentir. Quan els eunucs descobriren això, tanmateix, el seu germà He Miao (何苗) va revocar l'ordre. Els eunucs assassinaren He Jin el 22 de setembre del 189. Yuan Shao. Llavors assetjà el nord del palau de Luoyang mentre que el seu germà Yuan Shu (mort el 199) assetjava el palau del Sud. El 25 de setembre ambdós palaus van ser ocupats i aproximadament 2.000 eunucs van ser assassinats. Zhang Rang havia fugit anteriorment amb l'emperador Shao (puja al poder el 189) i el seu germà Liu Xie, el futur emperador Xian de Han (regnat 189-220). Mentre eren perseguits pels germans Yuan, Zhang es va suïcidar llançant-se al riu Groc.
El general Dong Zhuo (mort el 192) es trobà amb el jove emperador i el seu germà vagant pel camp i els va acompanyar amb seguretat cap a la capital, on va ser nomenat ministre d'Obres Públiques, va prendre el control de Luoyang i va obligar Yuan Shao a fugir. Després que Dong Zhuo degradà l'emperador Shao per promoure el seu germà Liu Xie com l'emperador Xian, Yuan Shao va liderar una coalició d'antics oficials contra Dong. Dong va ordenar llavors que es cremés Luoyang i que la població i la cort es reassentés a Chang'an el maig del 191. Dong Zhuo més tard enverinà l'emperador Shao. Dong va ser assassinat pel seu fill adoptiu Lü Bu (mort el 198) en un complot tramat per Wang Yun (mort el 192).
L'any 192, el governador regional Khu Liên es va declarar independent fundant a Lâm Ấp les bases de l'Estat Txampa, prenent el nom dels txams.
L'emperador Xian va fugir de Chang'an el 195 a les ruïnes de Luoyang. Xian va ser persuadit per Cao Cao (155-220), llavors governador de la província de Yan moderna occidental i oriental de Shandong, Henan, de traslladar la capital a Xuchang el 196.
Yuan Shao va desafiar Cao Cao pel control sobre l'emperador. El poder de Yuan va ser disminuït considerablement després que Cao el va derrotar en la batalla de Guandu el 200. Després de la mort de Yuan, Cao va matar el fill de Yuan Shao, Yuan Tan (173-205), que havia s'havia enfrontat amb els seus germans per l'herència familiar. Els seus germans Yuan Shang i Yuan Xi van ser morts el 207 per Gongsun Kang (mort el 221), que va enviar els seus caps a Cao Cao.
Després de la derrota de Cao a la batalla naval dels penya-segats rojos el 208, la Xina va restar dividida en tres esferes d'influència, amb Cao Cao, que dominava el nord, Sun Quan (182-252) que dominava el sud, i Liu Bei (161-223) que dominaba l'oest. Cao Cao va morir el març del 220. Al desembre, el seu fill Cao Pi (187-226) feu abdicar a l'emperador Xian a favor seu i va ser conegut pòstumament com l'Emperador Wen de Wei. Això va posar fi a la dinastia Han, i va iniciar una època de conflicte entre els tres estats: Wei, Wu, i Shu, i l'inici del període conegut com els Tres Regnes.

## Govern

### El Govern central

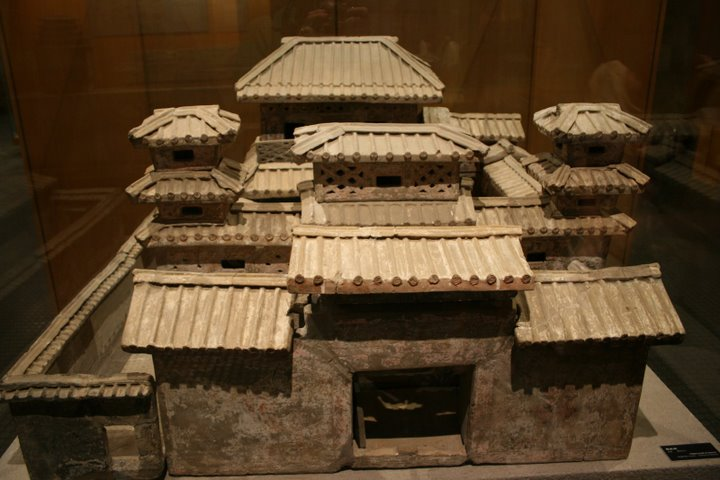
Un model de ceràmica d'un palau d'una tomba Han de la dinastia. L'entrada als palaus de l'emperador era vigilada estrictament pel ministre de la Guàrdia, si es trobava que un plebeu, funcionari o noble entrava sense permís explícit, l'intrús era executat.

Al govern Han, l'emperador era el jutge suprem i legislador, el comandant en cap de les forces armades i la designació exclusiva dels candidats oficials designats per als llocs superiors a les administracions central i local, entre els que guanyaven un salari de 600 o superior. En teoria, no hi havia límits al seu poder. No obstant això, els òrgans de l'Estat amb interessos en competència i les institucions com ara la conferència de la cort (Tingyi 廷议)-on els ministres eren convocats per arribar a un consens majoritari sobre un tema-pressionar a l'emperador per acceptar el consell dels seus ministres en les decisions polítiques. Si l'emperador rebutjava una decisió de la conferència judicial, corria el risc d'alienar els seus ministres. No obstant això, els emperadors de vegades va rebutjar l'opinió de la majoria a les conferències de la cort.
Sota l'emperador hi havia els membres del seu gabinet conegut com Tres Excel·lències. Aquests van ser el canceller i ministre de les masses, el conseller imperial i l'Excel·lència d'Obres Públiques, i el gran comandant/gran mariscal.
El canceller, el títol del qual ca ser canviat per ministre sobre les masses el 8 aC, era el principal responsable de l'elaboració del pressupost del govern. Altres funcions incloïen la gestió dels registres provincials de la terra i la població, el conferències tribunal, en qualitat de jutge en els judicis i recomanar candidats per a alts càrrecs. Podia nomenar els funcionaris per sota del salari de rang de 600-shi.
El deure principal del conseller imperial era portar a terme els procediments disciplinaris dels funcionaris. Compartia funcions similars amb el canceller, com ara la recepció dels informes anuals de la província. No obstant això, quan el seu títol va ser canviat a l'Excel·lència de les obres en 8 aC, va esdevenir cap de supervisió de projectes d'obres públiques.

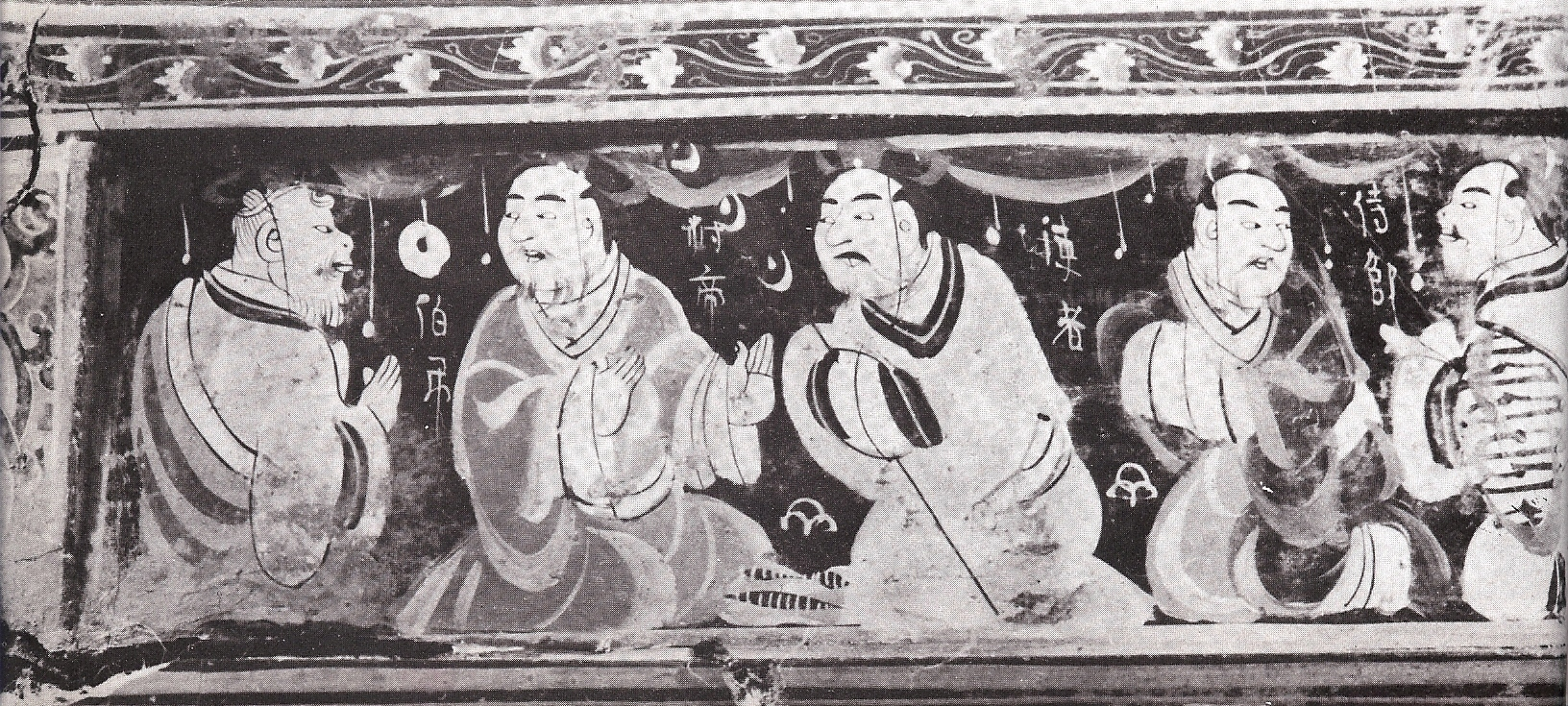
Una escena de parangons històrics de la pietat filial conversant amb els altres, obres d'art xinès pintat en un quadre de vímet lacat, excavat en una tomba d'Han de l'Est, a l'actual Corea del Nord.

El gran comandant, el títol del qual va ser canviat a gran mariscal el 119 aC abans de tornar a gran comandant en 51 CE, era el comandant irregular publicat dels militars i després regent durant Han de l'Oest. A l'est de Han va ser principalment un funcionari civil que compartia moltes de les competències de censura igual que els altres dos excel·lències.
Qualificada per sota de les Tres Excel·lències, hi havia els ministres, cadascun a càrrec d'un ministeri especialitzat. El ministre de cerimònies va ser el principal funcionari a càrrec dels ritus religiosos, els ritus, oracions i el manteniment dels temples ancestrals i els altars. El ministre de la casa estava a càrrec de la seguretat de l'emperador al palau, els parcs externs imperial i quan l'emperador feia una excursió pel carro. El ministre de la Guàrdia va ser el responsable d'assegurar i patrullar les muralles, torres i portes dels palaus imperials. El ministre cotxer va ser responsable del manteniment dels estables imperials, cavalls, carruatges i cotxeres per a l'emperador i el seu seguici palau, i també el subministrament dels cavalls per les forces armades. El ministre de Justícia era el principal funcionari a càrrec de mantenir, administrar i interpretar la llei. El ministre herald va ser el principal funcionari a càrrec de la recepció de convidats d'honor a la cort imperial, com els nobles i ambaixadors estrangers. El ministre del Clan Imperial supervisava les interaccions de la cort imperial amb la noblesa de l'imperi i va estendre família imperial, com la concessió de feus i títols. El ministre d'Hisenda era el tresorer de la burocràcia oficial i de les forces armades que maneja els ingressos fiscals i les normes establertes per a les unitats de mesura. El ministre cambrer servia a l'emperador exclusivament, proporcionant-li espectacles i diversions, aliments i roba adequades, la medicina i la cura físic, els objectes de valor i equips.

### El govern local

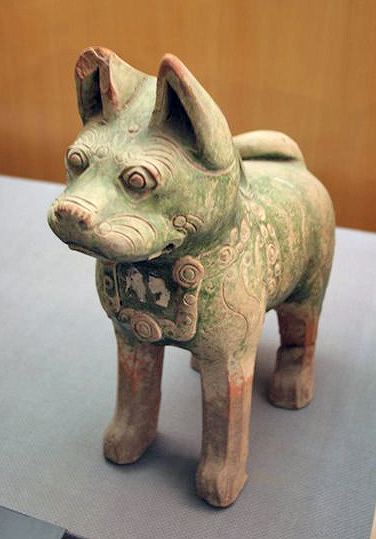
Gos de ceràmica trobat en una tomba Han, que porta un collaret decoratiu. La presència d'aquest collaret indicaria la seva domesticació com a mascota. Se sap per fonts escrites que els parcs imperials de l'emperador hi havia casetes per a gossos de caça.

En ordre decreixent de grandària, l'Imperi Han, amb exclusió dels regnes i marquesats, va ser dividit en unitats polítiques de les províncies (zhou), comandes (jun), i els comtats (xian). Un comtat es va dividir en diversos districtes, aquesta última compost per un grup de llogarets, cadascun amb un centenar de famílies.
Els caps de les províncies, el nom oficial del qual es va canviar d'inspector al governador i viceversa diverses vegades, van ser els responsables de la inspecció de diverses provincit i nivells de les administracions i regnes. Sobre la base dels seus informes, els funcionaris en aquestes les administracions locals es promocionaven, es degradaven, eren acomiadats o processats per la cort imperial.
Un governador podia prendre diverses accions sense el permís de la cort imperial. L'inspector de menor rang tenia poders executiu només en temps de crisi, com l'augment de les milícies a través de les comandes sota la seva jurisdicció per reprimir una revolta.
L'encàrrec consistia en un grup de comtats, i va ser dirigida per un administrador. Va ser el màxim líder civil i militar de la comanda i la defensa manejats, els plets, les instruccions de temporada als agricultors i les recomanacions dels candidats a càrrecs enviat anualment a la capital en un sistema de quotes establerta en primer lloc per l'emperador Wu. El cap d'un comtat gran de prop de 10.000 llars es deia prefecte, mentre que els caps dels petits comtats van ser anomenats caps, i tots dos poden ser esmentats com a magistrats. Els jutges manteniem la llei i l'ordre en el seu comtat, registraven la població en matèria de fiscalitat, mobilitzaven els comuners dels drets de treballs anuals, reparaven escoles i supervisaven les obres públiques.

### Els emperadors

#### Emperadors de la dinastia Han-Occidental
1. Gaozu 高组 (Liu Bang 劉 邦) (202 aC - 195 aC)
2. Huidi 恚 帝 (Liu Ying 劉 盈) (195 aC/ 188 aC)
3. Emperadriu Lü Zhi (188 aC - 180 aC)
4. Wendi 文帝 (Liu Heng) (180 aC - 157)

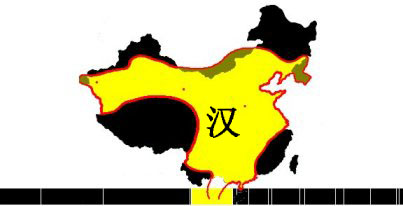
La dinastia Han en la història

5. Jingdi (Liu Qi) (157 aC - 141)
6. Wudi (Liu Che) (141 aC - 87)
7. Zhaodi (Liu Fuling) (87 aC - 74)
8. Xuandi (Liu Xun) (74 aC - 49)
9. Yuandi (Liu Shi) (49 aC - 33)
10. Chengdi (Liu Ao) (33 aC - 7)
11. Aidi (Liu Xin) (7 aC - 1)
12. Pingdi (Liu Kan) (1 aC - 9)

#### Emperadors de la dinastia Xin
1. Wang Mang (9-23)
2. Genshi (Liu Xuan) (Usurpador) (23-25)

#### Emperadors de la dinastia Han-Oriental
1. Guangwu (Liu Xiu) (25-57)
2. Ming (Liu Zhuang) (57-75)
3. Zhang (Liu Da) (75-88)
4. Han Hedi (Liu Zhao) (88-106)
5. Han Shangdi (Liu Long) (106-106)
6. Han Andi (Liu Hu) (106-125)
7. Marquès de Beixiang (Liu Yi) (125-125)
8. Shun (Liu Bao) (125-144)
9. Chong (Liu Bing) (144-145)
10. Han Zhidi (Liu Zuan) (145-146)
11. Huan (Liu Zhi) (146-168)
12. Ling (Liu Hong) (168-189)
13. Príncep de Hongnong (Liu Bian) (189-189)
14. Xian (Liu Xie) (189-220), abdica.